# Crysis
Crysis este un joc video de tip shooter la persoana întâi dezvoltat de Crytek și publicat de Electronic Arts. Lansat inițial pe 13 noiembrie 2007 pentru Microsoft Windows, jocul a fost ulterior portat pe PlayStation 3 și Xbox 360. Crysis a devenit faimos pentru grafica sa revoluționară și cerințele ridicate de sistem, fiind considerat un benchmark pentru performanța hardware-ului de gaming.

## Povestea
Acțiunea din Crysis are loc în anul 2020, pe o insulă fictivă din Marea Chinei de Sud. Jucătorii preiau rolul lui Jake "Nomad" Dunn, un soldat al forțelor speciale americane echipat cu un costum avansat nanotehnologic. Echipa sa este trimisă să investigheze un apel de urgență de la un grup de arheologi americani care au descoperit un artefact misterios pe insulă. Pe măsură ce conflictul escaladează între forțele militare nord-coreene și echipa americană, o amenințare extraterestră devine evidentă.

## Gameplay
Crysis este cunoscut pentru libertatea pe care o oferă jucătorilor în abordarea obiectivelor și luptei, combinată cu un mediu de joc vast și deschis. Jocul se remarcă prin utilizarea tehnologiei avansate în joc, cum ar fi costumele nanotehnologice și armele personalizabile.

### Costumul Nanosuit
Costumul Nanosuit este unul dintre elementele centrale ale gameplay-ului în Crysis, oferind jucătorilor abilitatea de a comuta între diferite moduri pentru a se adapta la diverse situații de luptă:
- Armor Mode: Crește rezistența la daune.
- Strength Mode: Crește puterea fizică, permițând sărituri înalte și lovituri devastatoare.
- Speed Mode: Crește viteza de mișcare.
- Cloak Mode: Oferă invizibilitate temporară, ideală pentru abordarea tacticilor de stealth.

### Mediu și interacțiuni
Mediul din Crysis este foarte interactiv, permițând jucătorilor să folosească vegetația pentru camuflaj, să distrugă structuri pentru a crea acoperire sau a dezvălui inamici și să folosească diverse vehicule terestre și maritime.

## Motorul grafic CryEngine 2
Crysis a fost dezvoltat folosind CryEngine 2, un motor grafic avansat care a setat noi standarde în ceea ce privește fidelitatea vizuală și realismul. Caracteristicile motorului includ:
- Grafica realistă: Detalii impresionante ale mediului, texturi de înaltă rezoluție și efecte de iluminare avansate.
- Fizica avansată: Simularea realistă a fizicii, inclusiv distrugerea mediului și interacțiunile obiectelor.
- AI avansată: Inamicii sunt programați să folosească tactici de echipă, să se ascundă și să răspundă la acțiunile jucătorului.

### Expansiuni și continuări
Crysis a fost urmat de mai multe expansiuni și continuări, extinzând universul și povestea originală:

### Crysis Warhead
Lansat în 2008, Crysis Warhead este un pachet de expansiune care urmărește povestea sergentului Michael "Psycho" Sykes, un coleg al protagonistului din jocul original. Acțiunea se desfășoară în paralel cu evenimentele din Crysis și introduce noi arme, vehicule și inamici.

### Crysis 2
Crysis 2 a fost lansat în 2011 și mută acțiunea într-un mediu urban, anume New York City. Jucătorii preiau rolul unui nou protagonist, Alcatraz, care moștenește costumul Nanosuit 2.0. Jocul introduce noi mecanici și o poveste mai concentrată, explorând invazia extraterestră pe scară largă.

### Crysis 3
Lansat în 2013, Crysis 3 continuă povestea lui Alcatraz, acum cunoscut sub numele de Prophet. Jocul se desfășoară într-un New York post-apocaliptic, acum transformat într-o junglă urbană. Crysis 3 combină elementele deschise din primul joc cu mecanicile rafinate ale celui de-al doilea, oferind o experiență completă.

## Receptarea critică
Crysis a fost bine primit de critici și jucători, fiind lăudat pentru grafica sa avansată, gameplay-ul flexibil și povestea captivantă. Totuși, cerințele ridicate de sistem au fost o sursă de frustrare pentru mulți jucători, jocul devenind un punct de referință pentru testarea performanțelor hardware-ului de gaming.

## Impact și influență
Crysis a avut un impact semnificativ asupra industriei jocurilor video, influențând dezvoltarea de noi tehnologii grafice și setând standarde pentru realismul vizual. De asemenea, a consolidat reputația Crytek ca un lider în domeniul dezvoltării de motoare grafice și a deschis calea pentru dezvoltarea altor titluri ambițioase.

## Moștenire
Crysis rămâne un titlu iconic în genul shooter-elor la persoana întâi, recunoscut pentru inovațiile sale tehnologice și experiența de joc imersivă. Cu o poveste complexă, un gameplay diversificat și o grafică impresionantă, Crysis continuă să fie apreciat de fanii genului și să influențeze dezvoltarea jocurilor video moderne.